# Melaleuca triumphalis
Melaleuca triumphalis är en myrtenväxtart som beskrevs av Lyndley Alan Craven. Melaleuca triumphalis ingår i släktet Melaleuca och familjen myrtenväxter.
Artens utbredningsområde är Northern Territory, Australien. Inga underarter finns listade i Catalogue of Life.